# Ústecká brázda
Ústecká brázda je geomorfologický okrsek ve střední části Českotřebovské vrchoviny, ležící v okrese Rychnov nad Kněžnou v Královéhradeckém kraji, v okresech Ústí nad Orlicí a Svitavy v Pardubickém kraji a v okrese Blansko v Jihomoravském kraji.

## Poloha a sídla

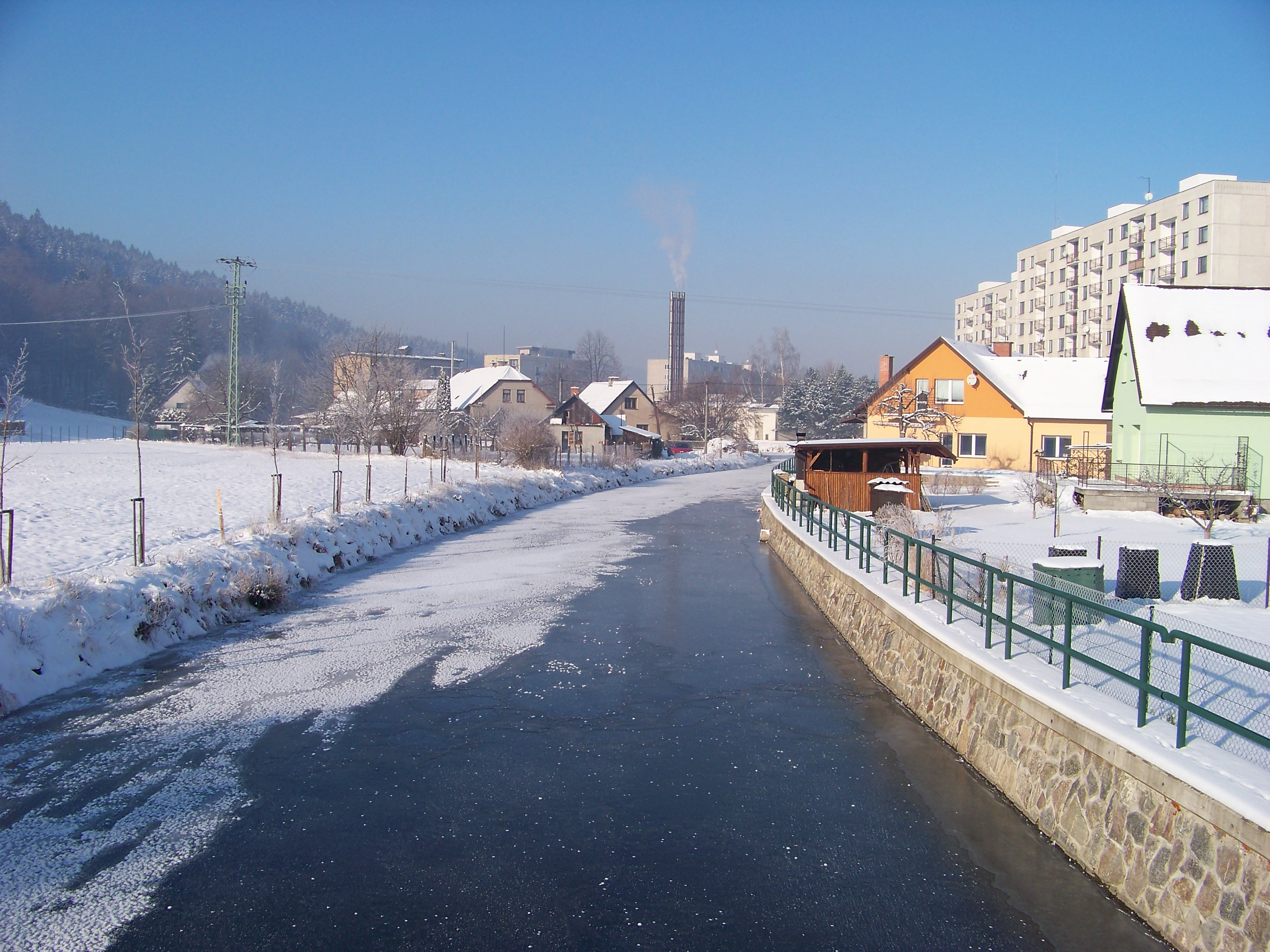
Zamrzlá Třebovka v Ústí nad Orlicí-Hylvátech

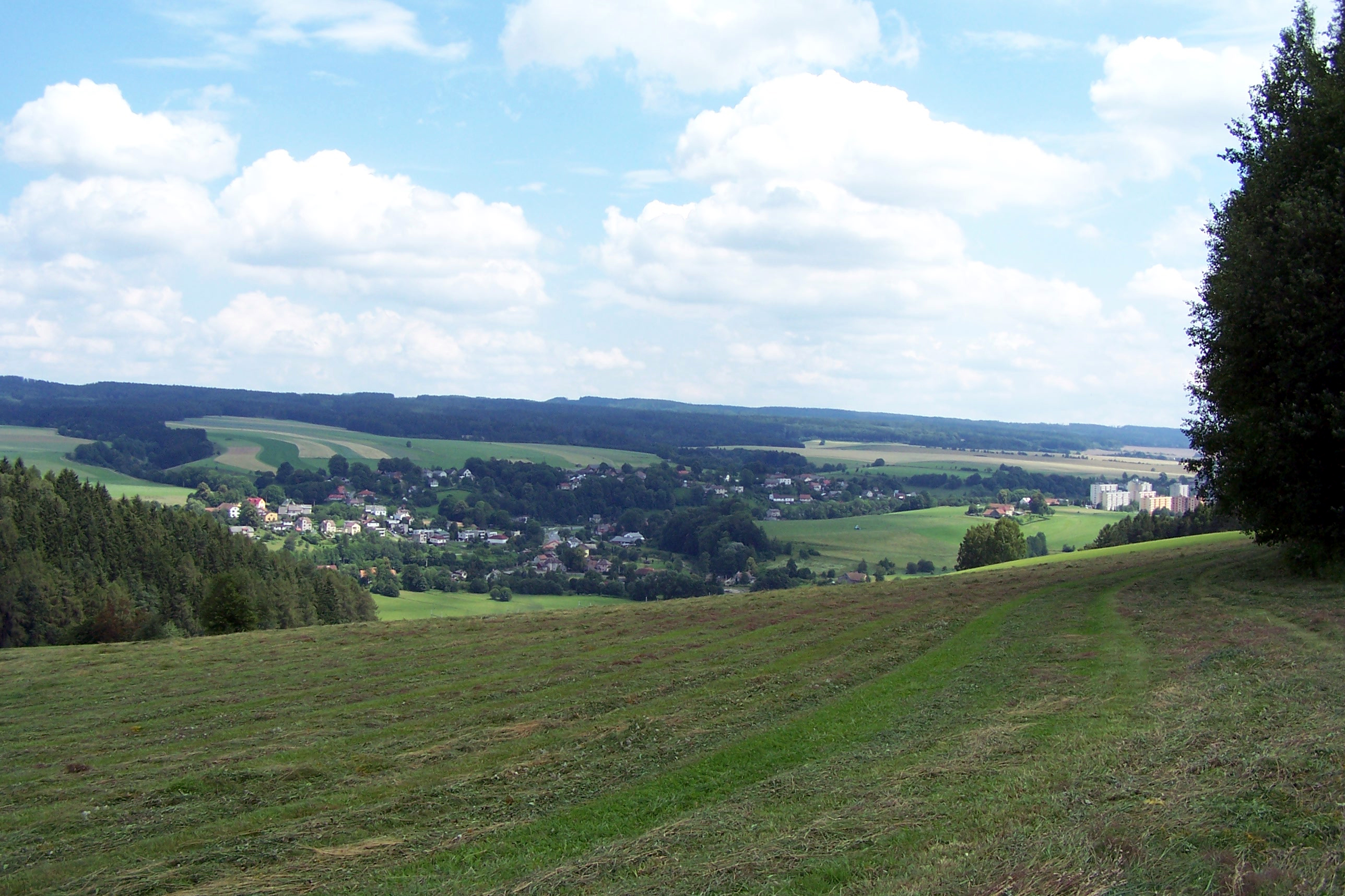
Městská část Lhotka v Ústecké brázdě, vzadu Hřebečovský hřbet

Úzký pás okrsku se táhne ze severu na jih zhruba mezi sídly Potštejn (na severu) a Letovice (na jihu). Uvnitř okrsku leží okresní města (titulní) Ústí nad Orlicí a Svitavy, dále město Česká Třebová a větší obce Hradec nad Svitavou, částečně obce Březová nad Svitavou a Brněnec.

## Geomorfologické členění
Okrsek Ústecká brázda (dle značení Jaromíra Demka VIC–3A–2) geomorfologicky náleží do celku Svitavská pahorkatina a podcelku Českotřebovská vrchovina.
Podle alternativního členění Balatky a Kalvody se Hřebečovský hřbet dále člení na podokrsky (směrem ze severu na jih): Libchavská brázda, Českotřebovská brázda, Svitavská brázda a Březovská brázda
Brázda sousedí s dalšími okrsky Svitavské pahorkatiny (Kozlovský hřbet na západě, Hřebečovský hřbet na východě). Dále sousedí s celky Orlická tabule a Podorlická pahorkatina na severu, Boskovická brázda a Hornosvratecká vrchovina na jihu.

## Významné vrcholy
Nejvyšším bodem Ústecké brázdy je Rohles (541 m n. m.).
| název vrcholu | výška (m n. m.) | podřazená jednotka |
| ------------- | --------------- | ------------------ |
| Rohles        | 541             | Březovská brázda   |
| Padělky       | 535             | Březovská brázda   |